# Pas-en-Artois
Pas-en-Artois är en kommun i departementet Pas-de-Calais i regionen Hauts-de-France i norra Frankrike. Kommunen ligger i kantonen Pas-en-Artois som tillhör arrondissementet Arras. År 2022 hade Pas-en-Artois 763 invånare.

## Befolkningsutveckling
Antalet invånare i kommunen Pas-en-Artois
| Referens: INSEE |